# Moussandam
Pour l’article homonyme, voir Gouvernorat de Moussandam.
Moussandam ou Musandam est la péninsule qui constitue la pointe nord-est de la péninsule Arabique. Elle est située à 54 kilomètres de la côte iranienne, dont elle est séparée par le détroit d'Ormuz, faisant d'elle un lieu stratégique. La péninsule est une exclave d'Oman, et forme le gouvernorat de Moussandam, séparé par les Émirats arabes unis avec lesquels elle possède une frontière terrestre.

## Géographie
La péninsule de Musandam borde le golfe Persique à l'ouest et au nord (détroit d'Ormuz) et le golfe d'Oman à l'est. Elle présente un relief extrêmement escarpé, autour de hautes montagnes (Jebel Kiwi) et de rias. Ce relief est dû à l'activité tectonique entre la plaque arabique s'enfonçant sous la plaque eurasienne. Les vallées de la péninsule sont ainsi progressivement englouties par la mer, donnant ce littoral découpé.

## Provinces
Le gouvernorat de Moussandam, d'une population de  31 495 habitants au recensement de 2010, est divisé en quatre provinces (wilāyāt) : 
- Khaṣab, 18 150 habitants,
- Dibba Al-Baya, 6 991 habitants,
- Madḥāʾ, 3 258 habitants,
- Bukhā, 3 025 habitants,

## Fiction
- Dans Le Secret de l'Espadon d'Edgar P. Jacobs (1950-1953), une partie de l'action se déroule dans une base souterraine sous le ras Moussandam dont les paysages sont minutieusement rendus[1].

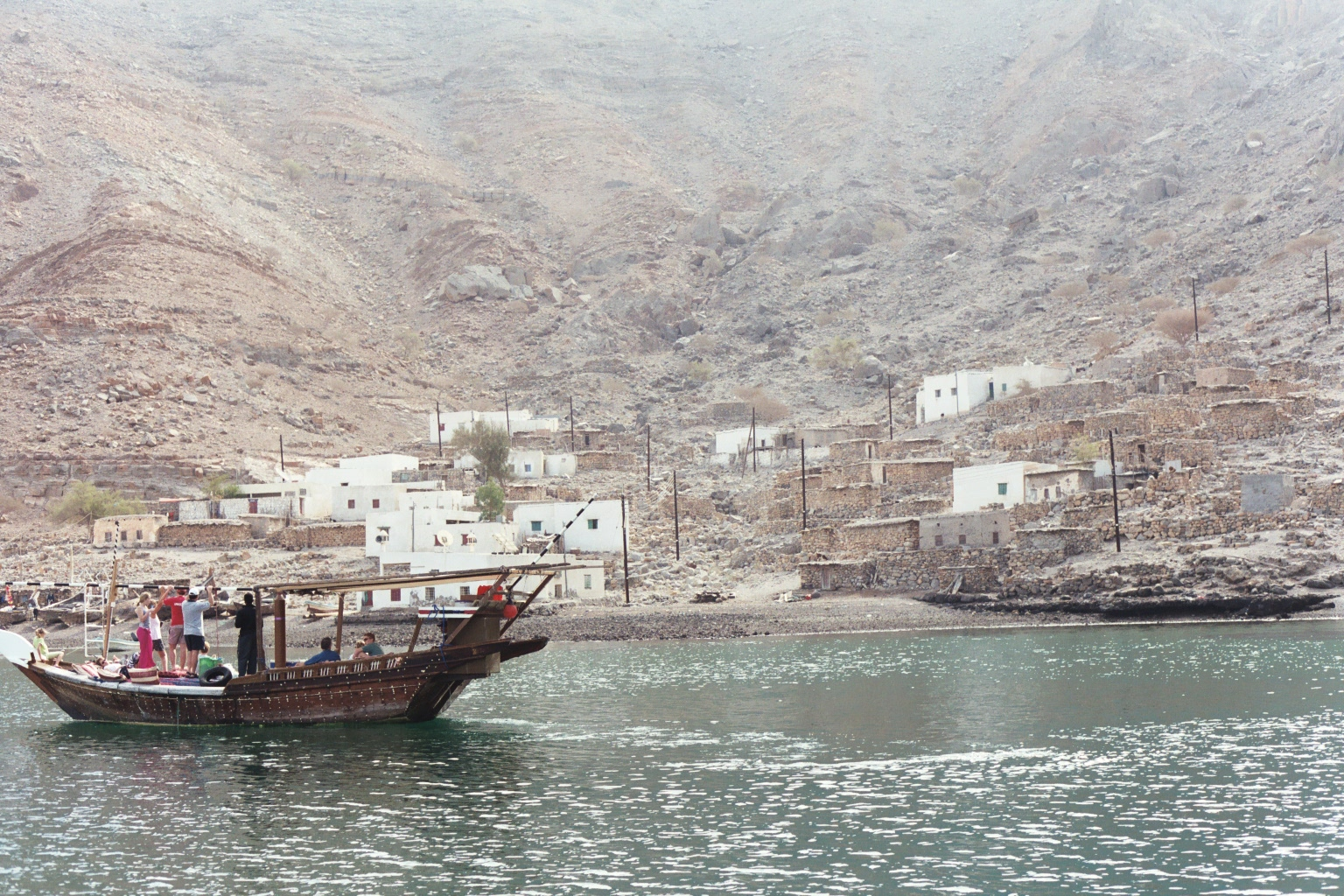
Un village dans une baie de la péninsule